# Karl Wilhelm Nitzsch
Karl Wilhelm Nitzsch (Zerbst, 22 dicembre 1818 – Berlino, 20 giugno 1880) è stato uno storico tedesco, noto per i suoi studi sulla civiltà romana e sulla storia della Germania.

## Biografia
Era il figlio del filologo classico Gregor Wilhelm Nitzsch (1790-1861). Nel 1842 conseguì il dottorato presso l'Università di Kiel, con una tesi che coinvolge lo storico greco Polibio. Dopo la laurea, intraprese un viaggio di studio per l'Italia (1842-1843). Nel 1848 diventò professore associato presso l'Università di Kiel, dove nel 1858 fu nominato professore ordinario di storia. In seguito, fu professore di storia presso l'Università di Königsberg (dal 1862) e di Berlino (dal 1872).

## Opere principali
- Polybius. Zur geschichte antiker politik und historiographie, 1842
- Die Gracchen und ihre nächsten Vorgänger vier Bücher römischer Geschichte, 1847.
- Vorarbeiten zur Geschichte der Staufischen Periode, 1859
- Ministerialität und bürgerthum im 11. und 12. jahrhundert, 1859.
- Die römische Annalistik von ihren ersten Anfängen bis auf Valerius Antias, 1873.
- Nordalbingische studien, 1874.
- Deutsche Studien. Gesammelte Aufsätze und Vortäge zur deutschen Geschichte, 1879.
- Geschichte des deutschen Volkes bis zum Augsburger Religionsfrieden, 1883.
- Geschichte der römischen republik, 1884.

Libri
- Karl Wilhelm Nitzsch : die methodischen Grundlagen seiner Geschichtschreibung : ein Beitrag zur Geschichte der Geschichtswissenschaft, 1912 (di Herbert Merzdorf) – .[1]